# Kadidlová stezka
Kadidlová stezka (či Kadidlová cesta, hebr. דרך הבשמים) je jednou z starověkých cest, které sloužily zejména Nabatejcům k transportu zboží z Asie do Evropy. Většinu zboží tvořilo koření, parfémy, sůl (ve starověku měla velmi vysokou cenu kvůli její schopnosti konzervovat jídlo) a také asfalt, který sloužil k utěsňování lodí, a kadidlo, po kterém tato obchodní cesta dostala své jméno.
Roku 2005 byla Kadidlová stezka zapsána na seznam světového dědictví UNESCO.

## Podoba stezky
Z Asie bylo zboží převáženo na lodích do přístavů v oblasti dnešního Jemenu, odkud stezka vycházela a vedla přes pouště v Saúdské Arábii do Jordánska, kde se rozdělovala na dvě základní větve. Jedna vedla přes Negev do tehdy velkého přístavu v Gaze. Odtud pak bylo zboží převáženo na lodích do Evropy. Druhá větev pak vedla přes Damašek k pobřeží moře v Libanonu.
Nabatejcům, kteří spojení mezi přístavy v Jemenu a na pobřeží Středozemního moře zprostředkovávali a střežili, plynuly z této činnosti nemalé příjmy, takže mohla v poušti okolo stezky vznikat bohatá nabatejská města, jako např. Petra.
Síť obchodních cest zahrnovala ve starověku také Královskou stezku, „Mořskou stezku“ (Via Maris) či Solnou stezku.